# Président de la Commission européenne

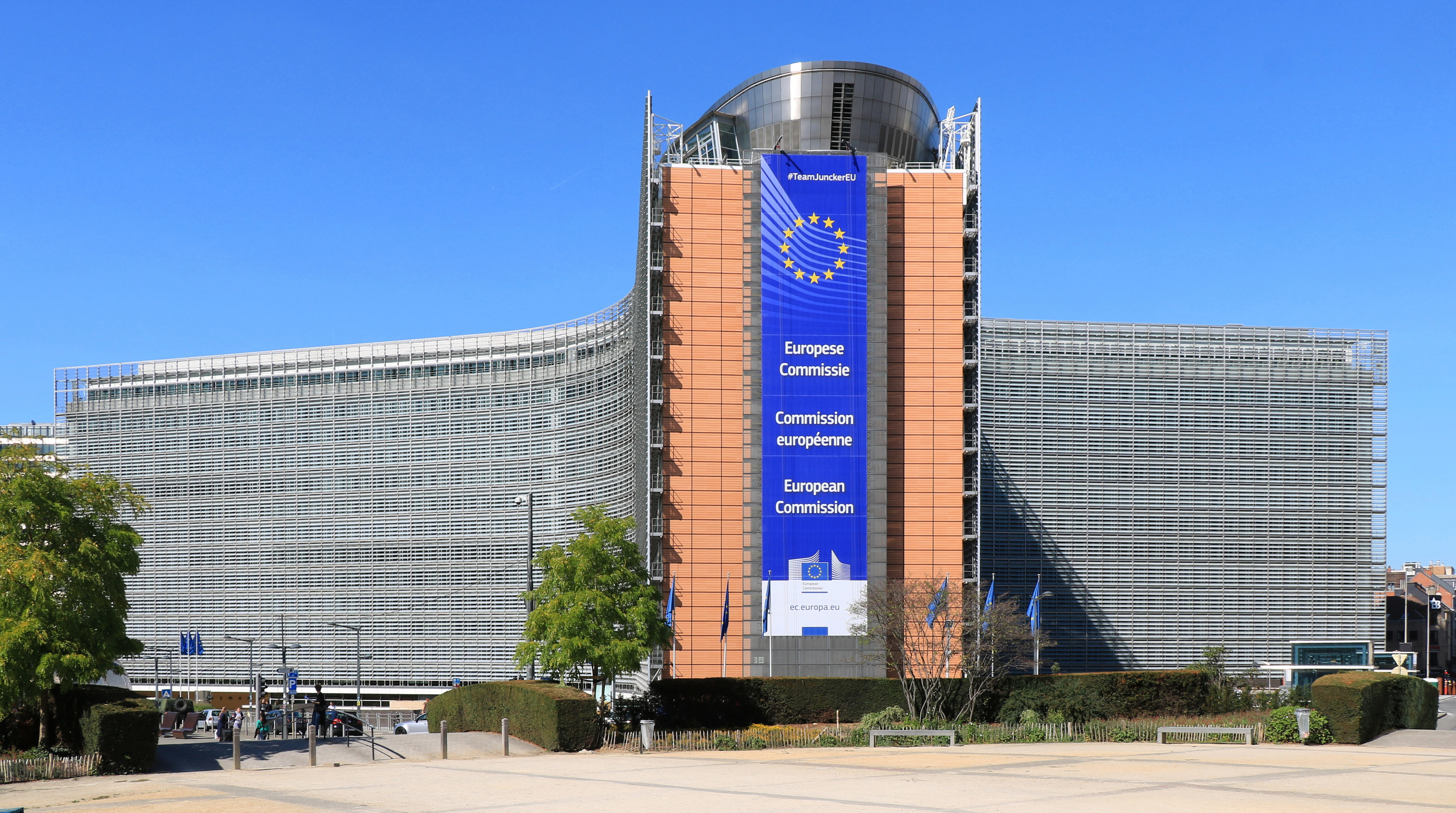
Siège de la Commission européenne à Bruxelles (bâtiment Berlaymont).

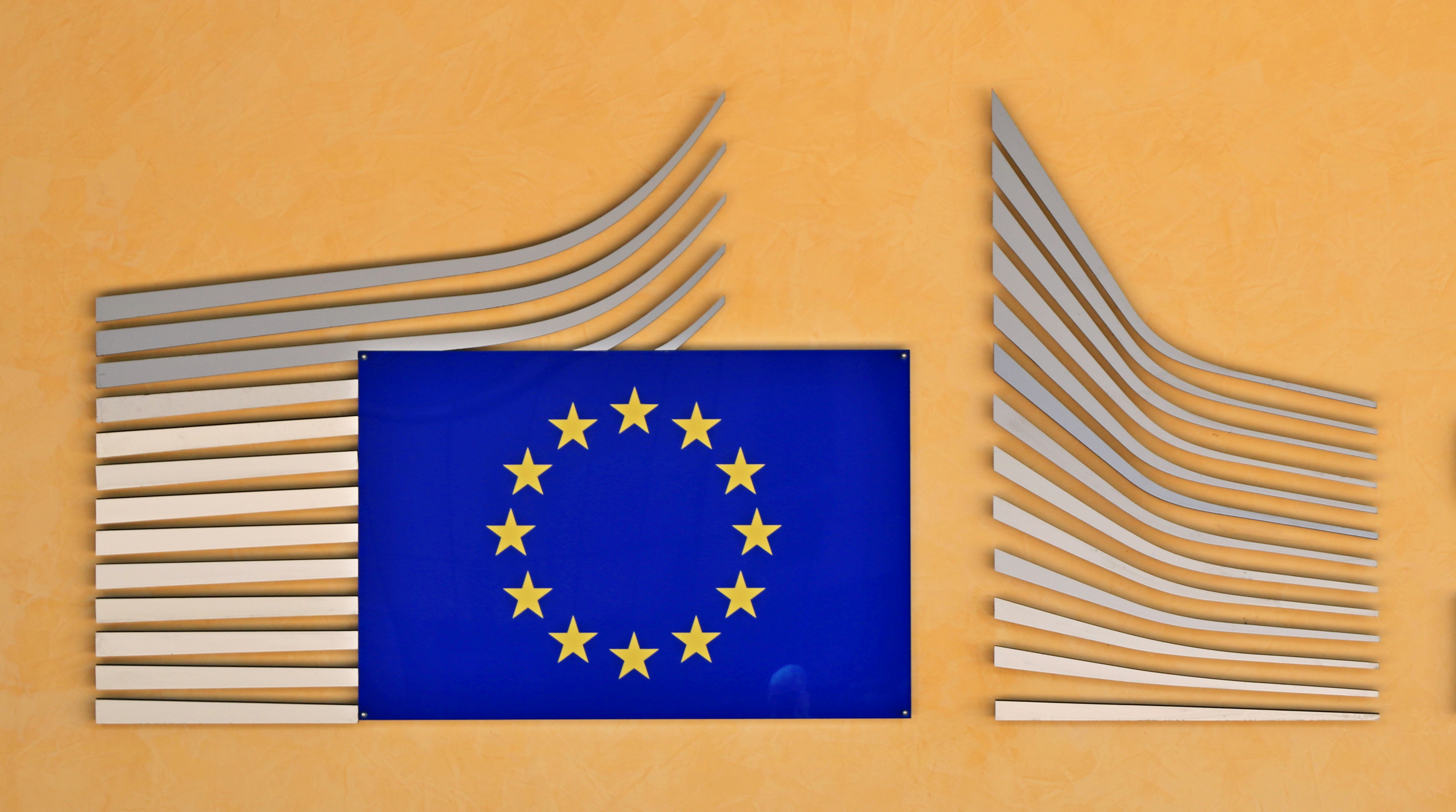
Logo de la Commission européenne à l'entrée du Berlaymont.

Le président de la Commission européenne, ou le Commissaire européen[réf. nécessaire], est l'une des principales figures dirigeantes au sein de l'Union européenne. Souvent présenté comme le Premier Ministre, ou le chef de Gouvernement de l'Union, le président de la Commission est responsable de la nomination ou du renvoi des 27 commissaires qui la composent. Il détermine également les modalités d'action et le calendrier politique de la Commission.
La présidence de la Commission représente l'Union à l'étranger, bien qu'elle partage cette prérogative avec le président du Conseil européen et le haut représentant (qui siège à la Commission). Cependant, la présidence, contrairement à un chef de gouvernement normal, n'établit pas de politique étrangère, ne commande pas de troupes et ne lève pas d'impôts car ces domaines sont principalement hors des prérogatives de l'Union.
La fonction fut créée en 1957. Initialement primus inter pares, la fonction a pris un poids plus important principalement sous la présidence de Jacques Delors (1985-1995). Le président de la Commission est élu pour un mandat de cinq ans par le Parlement européen sur proposition (à la majorité qualifiée) du Conseil européen, lequel tient compte du résultat des élections au Parlement et procède aux consultations préalables appropriées. Les membres de la Commission (commissaires) sont eux-mêmes ensuite proposés par le Conseil de l'Union européenne en accord avec le président élu de la Commission. Le collège des commissaires, le haut représentant et le président de la Commission sont ensuite de nouveau soumis à l'approbation — en collège — du Parlement européen. Ainsi constitué et élu, ce collège est ensuite collectivement responsable devant le Parlement qui peut le censurer.
Après avoir remporté le vote des députés européens le 16 juillet 2019 puis le 18 juillet 2024, l'Allemande Ursula von der Leyen occupe cette fonction depuis le 1er décembre 2019.

## Histoire
L'histoire générale de la charge de président est marquée par une tendance à la concentration des pouvoirs que les traités attribuent à la Commission européenne en la personne de son président, qui se dote, au départ de facto puis à travers son influence sur les traités, de facultés croissantes de direction interne et de coordination politique. Le président de la Commission fait progressivement évoluer son rôle politique, du primus inter pares initiale des traités de Paris et de Rome jusqu'au vrai chef de cabinet ou de l'exécutif consacré par les traités de Maastricht et de Lisbonne.

### Traité de Rome et de Paris: les premiers présidents

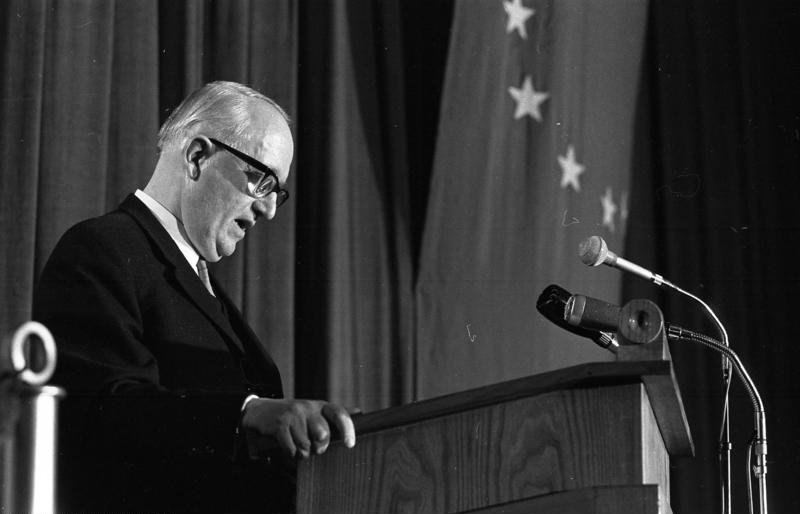
Walter Hallstein, le premier président de la Commission

En 1957, la Commission de la Communauté économique européenne fut établie par le traité de Rome sur le modèle de la Haute Autorité de la Communauté européenne du charbon et de l'acier.
Le premier président de la Commission fut Walter Hallstein (voir Commission Hallstein) qui commença à consolider le droit de l'Union européenne, lequel avait de plus en plus d'impact sur les droits nationaux. Au départ, les gouvernements nationaux prenaient peu en compte son administration car le manque de volonté des gouvernements nationaux pour le doter d'une autorité claire, faisait de lui un coordinateur des travaux du Collège des commissaires. Avec l'aide de la Cour de justice des Communautés européennes, la Commission commença à être prise au sérieux.
En 1965, Hallstein avança son projet de politique agricole commune, qui donnerait à la Communauté ses propres ressources financières tout en donnant plus de pouvoir à la Commission et au Parlement, et qui retira le pouvoir de véto du Conseil en matière d'agriculture. Ces propositions conduisirent à une réaction négative immédiate de la part de la France. Hallstein, qui savait que les propositions étaient contentieuses, pris la charge de les rédiger, neutralisant le Commissaire européen à l'agriculture. Toutefois, il obtint le soutien du Parlement par sa proposition d'augmenter ses pouvoirs ; aussi, il présenta sa politique au Parlement une semaine avant qu'il ne la soumette au Conseil. Il souhaitait démontrer comment il pensait que la Communauté devait être dirigée, dans l'espoir de créer une vague pro-européenne suffisamment importante pour outrepasser les objections des États membres. Cependant, en cela, en dépit de ses succès passés, Hallstein était trop confiant sur ses propositions.
En raison des propositions et des actions de Hallstein, notamment concernant l'abandon de l'unanimité lors de la prise de décision, le président français d'alors, Charles de Gaulle, qui était sceptique quant à l'augmentation du pouvoir de la Commission, accusa Hallstein d'agir comme s'il était un chef d'État. La France finit par retirer son représentant du Conseil, déclenchant la « crise de la chaise vide ». Bien qu'elle fût résolue par le compromis de Luxembourg, Hallstein devint le bouc émissaire de la crise.

### Traité de fusion: un seul président pour un seul exécutif
Cependant, en dépit des tensions causées par l'apparition de cette forme de gouvernance supranationale dans les vieux États-nations européens, deux évènements notables bien qu'opposés ont eu lieu en 1965 : la signature du traité de fusion des exécutifs communautaires qui réunit les institutions exécutives des trois Communautés européennes en une Commission européenne, et le départ du président Hallstein dont le mandat n'a pas été renouvelé par le Conseil.
Les travaux de Hallstein permirent à la Commission de devenir un acteur réel au niveau européen. Durant les années 1970, les présidents ont été impliqués dans les projets politiques majeures, tel que l'Union économique et monétaire. En 1970, le président Jean Rey garantit les ressources financières propres de la Communauté et en 1977, le président Roy Jenkins devint le premier président de la Commission à assister au sommet du G7 au nom de la Communauté.

### Eurosclérose
Toutefois, le premier et le deuxième choc pétrolier (respectivement 1973 et 1979) et les difficultés économiques en résultant mirent en attente l'idéal européen. Seul le président de la Commission tentait de conserver cet idéal vivant. Finalement, les États membres ont eu le dessus et ils créèrent le Conseil européen pour discuter des problèmes d'actualité. Cependant le Conseil était incapable de conserver la main sur les projets majeurs comme la Politique agricole commune. La Communauté entra dans une période d'eurosclérose à cause des difficultés économiques et des désaccords sur le budget communautaire ; ainsi, sous la commission Thorn, le président était incapable d'exercer son influence sur les mesures significatives.

### Présidentialisme: les commissions Delors

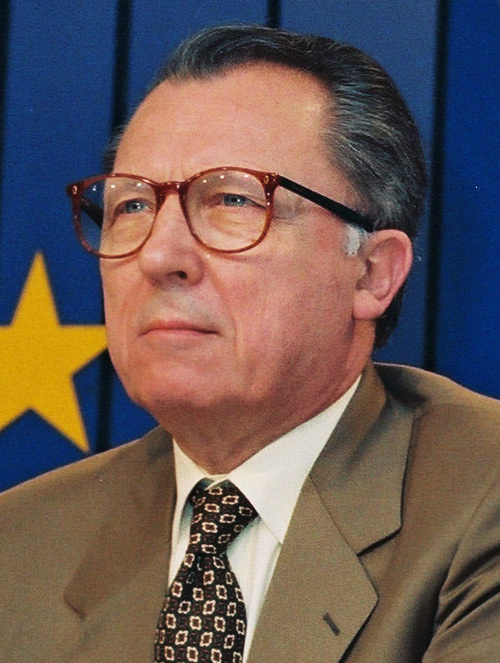
Jacques Delors donna à la fonction une allure plus présidentielle.

La Commission commença à reprendre sa position sous la commission de Jacques Delors. Il est perçu comme le président ayant eu le plus de succès, étant crédité d'avoir donné une direction et un dynamisme à la Communauté. L'International Herald Tribune commenta les travaux de Delors à la fin de son second mandat en 1992 : « M. Delors sauva la Communauté européenne du marasme. Il est arrivé alors que l'europessimisme était à son plus fort. Bien qu'il soit un ancien ministre français des Finances peu connu, il redonna vie et espoir à la CE et à la Commission. Lors de son premier mandat, de 1985 à 1988, il rallia l'Europe à l'appel du marché unique, et quand il fut nommé pour un second mandat il commença à insister auprès des Européens pour une union aux objectifs économiques, monétaires et politiques plus ambitieux ».
Mais Delors n'a pas fait que remettre sur pied la Communauté, il a entamé un changement dans la présidence. Avant qu'il n'arrive, le président de la Commission avait encore la position de primus inter pares, mais quand il quitta sa fonction, il était devenu le dirigeant indiscutable de la Communauté. Son mandat a produit une forte présidence qui a, dans le même temps, renforcé la Commission. Les traités suivant consacrèrent ce changement, ainsi le président s'est vu attribuer le contrôle sur l'attribution des portefeuilles des Commissaires de même qu'il peut forcer ces derniers à démissionner.
Quand le président Romano Prodi prit ses fonctions avec les nouveaux pouvoirs du traité d'Amsterdam, il fut surnommé par la presse de « premier Premier ministre de l'Europe »,. Les travaux du président Delors ont augmenté les pouvoirs du Parlement qui l'avait soutenu. Cependant, les commissions suivantes n'ont pas obtenu le même soutien parlementaire et en 1999 le Parlement utilisa ses pouvoirs pour forcer la commission Santer à démissionner.

### Tendance: pouvoir présidentiel, contrôle parlementaire
Historiquement, le Conseil nommait le président de la Commission et l'ensemble de l'organe à l'unanimité sans intervention du Parlement. Cependant, depuis le traité sur l'Union européenne en 1993, le Parlement obtint le droit d'être « consulté » sur la nomination d'un président et d'utiliser son droit de veto sur la Commission dans son ensemble. Le Parlement décida d'interpréter son droit de consultation comme un droit de veto du président, ce que le Conseil accepta à contrecœur. Ce droit de veto a été officialisé dans le traité d'Amsterdam. Le traité de Nice changea le système de vote au Conseil de l'unanimité au système de la majorité qualifiée. Ceci signifie que le poids du Parlement dans le processus s'est accru d'où il résulte un régime quasi-parlementaire où un groupe pourrait former le « gouvernement ». Ceci devint évident quand, en 2004, plusieurs candidats ont été proposés et qu'un vote centre-droit gagna contre des groupes de gauche de la France et l'Allemagne. Barroso a alors été forcé de reconsidérer son choix de commissaires en raison de la menace du Parlement qui pourrait ne pas approuver la composition de sa Commission.

## Désignation

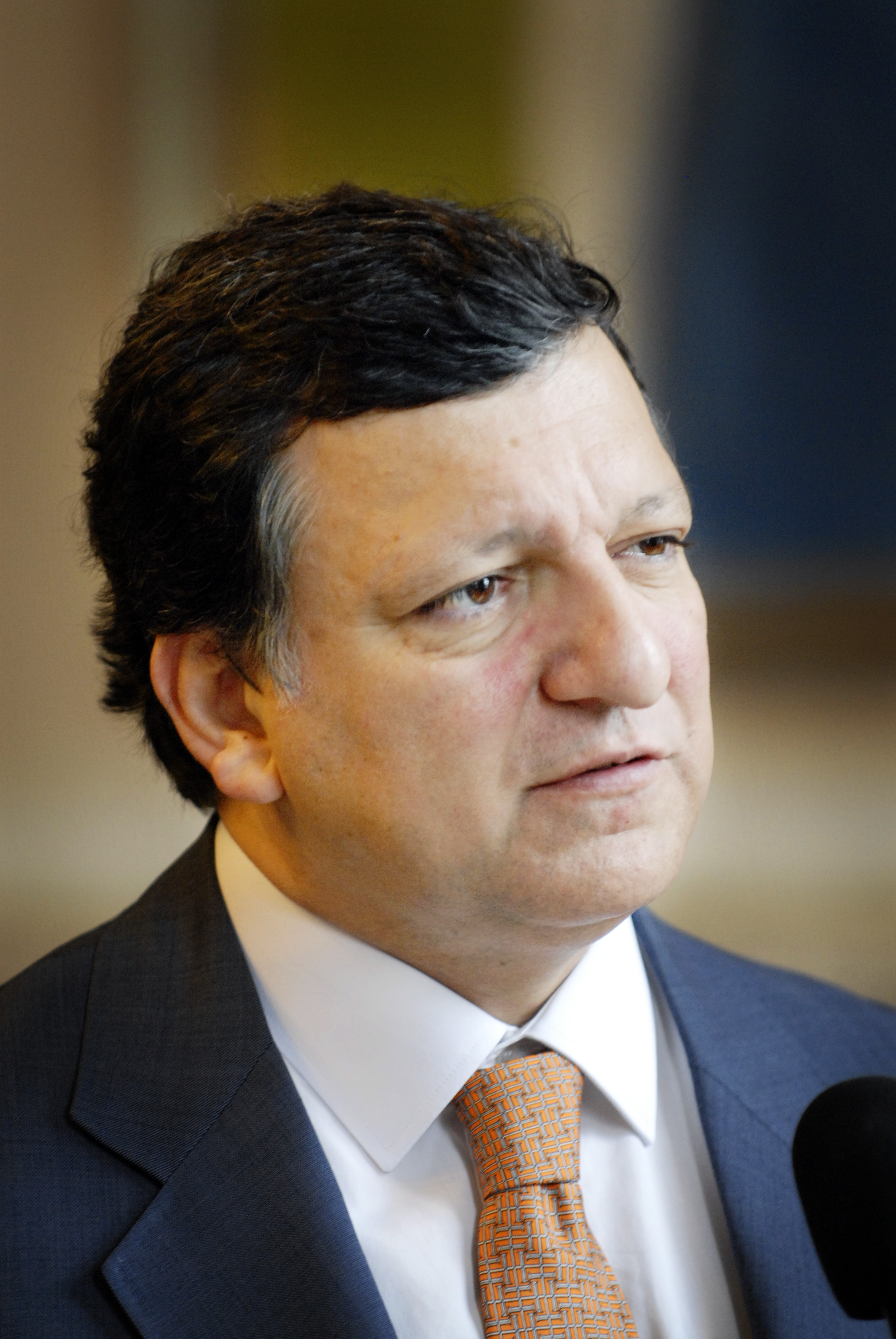
L'ex-président José Manuel Durão Barroso, membre du PPE.

L'article 17§7 du traité sur l'Union européenne, amendé par le traité de Lisbonne, détermine la procédure de nomination du président et de son équipe :
- dans un premier temps, le Conseil européen désigne, à la majorité qualifiée, un candidat à la présidence de la Commission « en tenant compte des élections au Parlement européen, et après avoir procédé aux consultations appropriées »[23].
- le Parlement européen doit ensuite élire ce candidat « à la majorité des membres qui le composent »[23] (soit 376 voix sur 750 membres).
- le Conseil de l'Union européenne doit ensuite adopter, en accord avec le président, une liste de candidats aux postes de commissaire (un par État membre).
- le candidat doit alors faire approuver, en accord avec le Conseil, son équipe et son programme par le Parlement.
- enfin, le président et son équipe sont nommés à la majorité qualifiée par le Conseil européen[23].

Le président de la Commission peut, avec l’approbation du collège, exiger la démission d’un commissaire. Par ailleurs, le Parlement peut adopter à la majorité des deux tiers des voix exprimées et à la majorité de ses membres une motion de censure du collège, concernant sa gestion.

### Transparence
La majorité qualifiée au Conseil a conduit à ce que plus de candidats soient présentés alors qu'il y avait une politisation accrue en raison de la participation du Parlement et le changement de direction politique dans l'UE depuis la création du marché unique à sa réforme. Cependant, malgré cela, le choix dans le Conseil reste largement à huis clos. Lors de la nomination de Santer, les discussions eurent lieu en privé et les médias ne pouvaient compter que sur les fuites. Les eurodéputés furent énervés par le processus allant à l'encontre du nouvel esprit de consultation que le nouveau traité sur l'UE avait apporté. L'eurodéputée Pauline Green, à la tête du groupe socialiste, déclara que son groupe pensait que « le Parlement devait refuser de fermer les yeux sur une pratique qui ternit autant le processus démocratique »,. En 1999 et 2004, ce qui s'était passé pour la Commission Santer se reproduisit quand Barroso fut nommé à la suite d'une série de réunions secrètes entre les chefs d'État sans que la presse ne puisse faire de divulgation. Ceci fut sèchement critiqué par des eurodéputés tel le leader du groupe libéral Graham Watson qui décrivit la procédure comme un « marché » produisant uniquement le « plus petit dénominateur commun » ; tandis que le co-leader des Verts/ALE Daniel Cohn-Bendit demanda à Barroso après son discours : « si vous êtes le meilleur candidat, pourquoi n'étiez vous pas le premier ? »,.

### Critères
Le candidat sélectionné par le Conseil a souvent été un homme politique d'importance au niveau national, mais ceci n'est pas un critère officiel. Le choix du président doit prendre en compte le résultat des dernières élections parlementaires (i.e. le candidat soutenu par le parti politique européen victorieux, ou au moins quelqu'un de cette famille politique). Cette disposition n'était pas prise en compte en 2004, mais le Parti populaire européen (PPE) de centre-droit qui gagna les élections fit pression pour un candidat issu de ses rangs. Finalement, le candidat du PPE fut choisi : José Manuel Barroso. Sur les mêmes bases, le PPE soutint à nouveau Barroso pour un second mandat durant la campagne des élections européennes de 2009 et, après avoir une nouvelle fois remporté les élections, fut capable de garantir sa nomination par le Conseil européen.
Parmi les autres critères perçus comme influençant le choix du Conseil se trouve : la partie de l'Europe d'où est originaire le candidat ; l'influence politique du candidat, possible bien qu'aucun des membres ne domine ; la langue, des aptitudes en français sont considérées comme nécessaires par la France ; et le degré d'intégration, c'est-à-dire si l'État d'origine du candidat est membre à la fois de l'eurozone et de la convention de Schengen,,.
Il y a des suppositions quant à un accord implicite selon lequel un président originaire d'un grand État est suivi par un président d'un petit État, et qu'un président situé à gauche dans l'échiquier politique sera suivi par un président de droite : Roy Jenkins (socialiste britannique) fut suivi par Gaston Thorn (libéral luxembourgeois), Jacques Delors (socialiste français), Jacques Santer (chrétien démocrate luxembourgeois), Romano Prodi (démocratie chrétienne de la gauche italienne) et Jose Barroso (chrétien démocrate portugais). Cependant, en dépit de ses suppositions, ces présidents ont d'habitude été choisis lors de batailles politiques et des coalitions. Delors a été choisi à la suite d'un désaccord franco-britannique sur Claude Cheysson, Santer était un compromis après le veto britannique de Jean-Luc Dehaene et Prodi était soutenu par une coalition de treize États contre la préférence franco-allemande pour Guy Verhofstadt.

### Élections
Le 25 mars 2007, après la non-ratification du traité de 2004 établissant une constitution pour l’Europe, et à l'occasion du 50e anniversaire de la signature du traité de Rome, est réalisée la déclaration de Berlin appelant à un « renouveau des bases communes » politiques de l'Union.
En décembre 2007, pour répondre à cette attente de renouveau, est signé le traité de Lisbonne qui entre en vigueur le 1er décembre 2009.
Après ce nouveau traité de Lisbonne, le Conseil européen doit prendre en compte les résultats des dernières élections européennes. Le Parlement élit le candidat proposé par le Conseil, au lieu de ne faire que l'approuver. Le Parlement perçut cela comme un signal selon lequel il devait confier la direction de ses partis aux candidats à la présidence de la Commission (de sorte que le président du parti victorieux soit proposé comme candidat au Conseil).
Ce fut partiellement mis en pratique en 2004 quand le Conseil européen choisit un candidat du parti politique qui garantissait la majorité des votes aux élections européennes de 2004.
Toutefois, à ce moment-là, seul un parti avait désigné un candidat spécifique : le Parti vert européen, qui a organisé le premier vrai parti politique pan-européen avec une campagne commune, qui a proposé Daniel Cohn-Bendit. Cependant, la nature disparate des autres partis politiques fit qu'aucun autre candidat ne se présente, seul le Parti populaire a mentionné que quatre ou cinq de ses membres souhaitaient devenir président.
Il existe aussi des projets visant à renforcer les partis politiques européens afin de leur permettre de proposer un candidat lors des élections à venir,. Le Parti européen des libéraux, démocrates et réformateurs indiqua, lors de leur congrès du mois d'octobre 2007, son attention de promouvoir un candidat pour le poste lors de leur campagne, ce qu'il ne parvint pas à faire.
En février 2008, le président Barroso admit qu'il y avait un problème de légitimité et que, en dépit du fait qu'il a la légitimité d'un Premier ministre en théorie, en pratique, ce n'est pas le cas. Le peu de participation électorale crée un problème de légitimité du président, avec l'absence d'une « sphère politique européenne », mais les analyses prétendent que si les citoyens votaient pour une liste de candidat au poste de président, la participation serait plus haute que les années précédentes.
Le président du Parlement européen Jerzy Buzek proposa en 2010 que les commissaires soient élus directement, avec les gouvernements des États membres qui placeraient leur candidat en tête des listes de leur parti lors des élections européennes. Ceci leur donnerait individuellement, mais aussi dans leur ensemble, un mandat démocratique. Cette pratique avait déjà été réalisée individuellement dans certains pays, comme en Espagne avec Loyola de Palacio en 1999, Miguel Arias Cañete en 2014 et Josep Borrell en 2019, ou en France avec Michel Barnier, dans la circonscription Île-de-France en 2009.
| Date                            | Candidats | Candidats            | Dép. | Maj. | Pour | Contre | Abst. | Nuls | Exp. | Résultat |
| ------------------------------- | --------- | -------------------- | ---- | ---- | ---- | ------ | ----- | ---- | ---- | -------- |
| Élection à la majorité relative |           |                      |      |      |      |        |       |      |      |          |
| 21 juillet 1994                 |           | Jacques Santer       | 567  | 284  | 260  | 238    | 23    | 0    | 521  | Élu      |
| 5 mai 1999                      |           | Romano Prodi         | 626  | 314  | 392  | 72     | 41    | 0    | 505  | Élu      |
| Élection à la majorité absolue  |           |                      |      |      |      |        |       |      |      |          |
| 22 juillet 2004                 |           | José Manuel Barroso  | 732  | 367  | 413  | 251    | 44    | 3    | 711  | Élu      |
| 16 septembre 2009               |           | José Manuel Barroso  | 736  | 369  | 382  | 219    | 117   | 0    | 718  | Élu      |
| 15 juillet 2014                 |           | Jean-Claude Juncker  | 751  | 376  | 422  | 250    | 47    | 10   | 729  | Élu      |
| 16 juillet 2019                 |           | Ursula von der Leyen | 751  | 376  | 383  | 327    | 22    | 1    | 733  | Élue     |
| 18 juillet 2024                 |           | Ursula von der Leyen | 720  | 360  | 401  | 284    | 15    | 7    | 707  | Élue     |

## Mandat
Le président est élu pour un mandat de cinq ans renouvelable. Son mandat débute six mois après les élections du Parlement européen. Ceux-ci ont été alignés par le traité de Maastricht et les élections ont lieu en juin tous les cinq ans (la première élection s'étant tenu en 1979). Cet alignement des mandats a permis de rapprocher les élections et le président comme mentionné ci-dessus, c'est-à-dire les partis politiques qui sont dirigés par leur candidat à la présidence de la Commission.
Le président et sa Commission peuvent être démis de leurs fonctions par une motion de censure du Parlement adoptée à la majorité des deux tiers des voix exprimées et à la majorité de ses membres. Le Parlement aurait pu en voter une en 1999 en raison d'allégations de mauvaise gestion, et c’est pour éviter ce vote de censure que la commission Santer a démissionné collectivement dans la nuit du 15 au 16 mars 1999.
Avec le traité de Lisbonne, la Cour de justice peut, à la demande du Conseil européen ou de la Commission, déclarer le président démissionnaire s'il ne remplit plus les conditions nécessaires à l'exercice de ses fonctions ou s'il a commis une faute grave (article 247 TFUE).

## Fonctions et pouvoirs
La fonction de président de la Commission européenne est la position la plus puissante de l'Union européenne, contrôlant la Commission qui détient collectivement le monopole de l'initiative de la législation européenne et s'assurant de son application,. Le président contrôle l'agenda politique de la Commission lors de son mandat et, en pratique, aucune politique ne peut être proposée sans l'accord du président.
Le rôle du président est de mener la Commission, et de lui donner, ainsi qu'à l'Union dans son ensemble, une direction. Le président peut forcer un commissaire à quitter ses fonctions. Les travaux de la Commission dans son ensemble sont basées sur le principe de responsabilité collective de cabinet, cependant dans l'exercice de ses fonctions, il est plus qu'un primus inter pares. Le rôle du président est en effet similaire à un Premier ministre national présidant son cabinet.
Le président a aussi la responsabilité de représenter la Commission dans l'Union et au-delà. Par exemple, il est un membre du Conseil européen et prend part au débat au Parlement et au Conseil des ministres. En dehors de l'Union, il assiste aux rencontres du G7 au nom de l'Union. Cependant, en ce qui concerne les affaires étrangères, il se trouve en compétition avec d'autres portefeuilles, celui de haut représentant, ainsi qu'avec le président du Conseil européen.
Le régime présidentiel a commencé à se développer depuis Jacques Delors et s'est renforcé depuis celui-ci. Cependant, il est toujours dépendant du soutien du Conseil et du Parlement. Delors a connu le soutien du Parlement et du Conseil durant tout son mandat, et à la suite de ses travaux, le Parlement devint plus puissant et le Conseil compta plus de membres. Les membres sont maintenant si nombreux que le président est de plus en plus dans l'incapacité de recueillir le soutien de tous les États, bien que le poste est censé satisfaire tout le monde. Le Parlement a plus de pouvoirs sur la Commission et peut rejeter ses propositions, tandis que la Commission a peu de pouvoir sur le Parlement, tel que la capacité de le dissoudre et de provoquer de nouvelles élections.
Le bureau du président se trouve au dernier étage, le treizième, du Berlaymont à Bruxelles. Le président reçoit des conseils politiques de son cabinet, dont le chef agit comme un garde du « corps politique » du président. De tels facteurs peuvent contribuer à isoler le président des évènements extérieurs. Vis-à-vis de la fonction publique de l'Union européenne, le Président a un statut proche d'une déité en raison de son immense autorité et de son symbolisme au sein de l'institution. Le président exerce une autorité approfondie sur le service juridique et le Secrétariat général de la Commission. Sur ce premier, il a le pouvoir d'abolir des propositions sur des détails légaux techniques, tandis que sur ce dernier, il organise les rencontres, l'ordre du jour et les procès-verbaux. Le contrôle qu'il exerce sur ces services donne au président davantage d'outils pour diriger les travaux de la Commission. Ceci accentue aussi le régime présidentiel du président de la Commission.
Avec la réorganisation des principales fonctions de l'UE, il y eut certaines critiques quant aux vagues responsabilités de chacune des fonctions. L'ambassadeur ukrainien près l'Union européenne Andriy Veselovsky loua la structure et clarifia en ses propres termes : le président de la Commission européenne se place comme le « gouvernement » de l'UE tandis que le nouveau président du Conseil européen est un « stratège ». Le haut représentant se spécialise dans les « relations bilatérales » tandis que le commissaire européen à l'Élargissement et à la Politique européenne de voisinage s'occupe des matières techniques tel que les accords de libre-échange avec l'Ukraine. Enfin, le président du Parlement européen articule les valeurs de l'UE.

### Relation avec le président du Conseil européen
En dépit du style présidentiel, le président a commencé à perdre pied face aux grands États membres tels que l'Allemagne, la France, l'Italie, et le Royaume-Uni qui ont cherché à entraver son rôle. Ceci pourrait s'accentuer avec la création du président permanent du Conseil européen. Il y a eu des désaccords et des inquiétudes quant à la compétition qui pourrait exister entre le président du Conseil européen Van Rompuy et le président de Commission Barroso, en raison du caractère vague de la langue utilisée dans le traité. Quelques clarifications placent Van Rompuy comme « stratège » et Barroso comme « chef de gouvernement ». En termes de planification économique, Van Rompuy considère que la Commission traite du contenu des plans économiques et le Conseil européen traite des moyens et de l'exécution de ceux-ci. Malgré des petits-déjeuners hebdomadaires ensemble, il y a, dans une certaine mesure, de la rivalité entre les deux postes, y compris avec le haut représentant,,.
Bien qu'il y ait des préoccupations, liée à la concurrence entre le nouveau président de Conseil et le président de la Commission, selon lesquelles cela conduirait à des conflits internes, les deux postes pourraient être fusionnés. En effet, le président du Conseil européen ne peut pas tenir de fonctions au niveau national, tel que celle de Premier ministre d'un État membre, mais il n'y a pas de telles contraintes quant aux fonctions européennes. Ainsi, le président de la Commission (qui siège déjà au Conseil européen) pourrait aussi en être le président. Cela permettrait au Conseil européen de nommer une personne détenant concurremment les rôles et pouvoirs du président du Conseil européen et de la Commission européenne, créant ainsi une fonction présidentielle unique pour l'Union dans son ensemble.
Depuis la création de la présidence du Conseil européen, le président Van Rompuy et le président de la Commission Barroso ont commencé à rivaliser car Van Rompuy a profité du transfert général de pouvoir de la Commission vers le Conseil (bien que Barroso détiennent toujours les pouvoirs réels). Lors des sommets internationaux, aucun accord n'existait quant à savoir qui devrait représenter l'UE, et par conséquent, ils ont consenti à y assister ensemble. Cette situation compliquée a ravivé quelques appels à la fusion des postes, probablement à la fin du mandat de Barroso en 2014. Elle est aussi l'une des dimensions de l'incident du Sofagate.
Cependant, il est possible que quelques États membres s'opposent à la création d'un poste si important,.

## Éléments liés à la fonction
Le salaire mensuel de base du président est fixé à 138 % du salaire correspondant au plus haut niveau de la fonction publique ce qui correspond à 24 422,80 €,.
Le président n'a pas de résidence officielle ni de jet privé, mais dispose d'une voiture avec chauffeur, d'une équipe de vingt personnes, et d'une allocation logement.

## Présidents successifs de la Commission européenne
Depuis sa mise en place en 1958, quatorze personnes se sont succédé à la fonction. Le Luxembourg est le pays ayant fourni le plus grand nombre de présidents (trois). Jacques Delors est le président de la Commission européenne à avoir exercé cette fonction le plus longtemps (10 ans et 16 jours). A contrario, Sicco Mansholt l'a exercé le moins longtemps (9 mois et 14 jours), Manuel Marín (5 mois et 28 jours) l'ayant été par intérim.
Ursula von der Leyen est la première femme à occuper ce poste.
| no | Nom                       | Pays                 | Parti national   | Parti national | Parti européen                      | Parti européen | Commission      | Dates                                 | Parlement européen (Élection) |
| -- | ------------------------- | -------------------- | ---------------- | -------------- | ----------------------------------- | -------------- | --------------- | ------------------------------------- | ----------------------------- |
| 1  | Walter Hallstein          | Allemagne de l'Ouest |                  | CDU            |                                     | Conservateur   | Hallstein I     | 7 janvier 1958 - 9 janvier 1962       | Aucun                         |
| 1  | Walter Hallstein          | Allemagne de l'Ouest | Hallstein II     | CDU            | 10 janvier 1962 - 6 juillet 1967    | Conservateur   |                 |                                       | Aucun                         |
| 2  | Jean Rey                  | Belgique             |                  | PLP            |                                     | Libéral        | Rey             | 7 juillet 1967 - 30 juin 1970         | Aucun                         |
| 3  | Franco Maria Malfatti     | Italie               |                  | DC             |                                     | Conservateur   | Malfatti        | 1er juillet 1970 - 21 mars 1972       | Aucun                         |
| 4  | Sicco Mansholt            | Pays-Bas             |                  | PvdA           |                                     | Socialiste     | Mansholt        | 22 mars 1972 - 5 janvier 1973         | Aucun                         |
| 5  | François-Xavier Ortoli    | France               |                  | UDR, RPR       |                                     | Indépendant    | Ortoli          | 6 janvier 1973 - 5 janvier 1977       | Aucun                         |
| 6  | Roy Jenkins               | Royaume-Uni          |                  | Travailliste   |                                     | Socialiste     | Jenkins         | 6 janvier 1977 - 5 janvier 1981       | Aucun                         |
| 6  | Roy Jenkins               | Royaume-Uni          | 1re (1979)       | Travailliste   |                                     | Socialiste     | Jenkins         | 6 janvier 1977 - 5 janvier 1981       |                               |
| 7  | Gaston Thorn              | Luxembourg           |                  | PD             |                                     | Libéral        | Thorn           | 6 janvier 1981 - 5 janvier 1985       |                               |
| 7  | Gaston Thorn              | Luxembourg           | 2e (1984)        | PD             |                                     | Libéral        | Thorn           | 6 janvier 1981 - 5 janvier 1985       |                               |
| 8  | Jacques Delors            | France               |                  | PS             |                                     | PSE            | Delors I        | 6 janvier 1985 - 5 janvier 1989       |                               |
| 8  | Jacques Delors            | France               | Delors II        | PS             | 6 janvier 1989 - 31 décembre 1992   | PSE            |                 |                                       |                               |
| 8  | Jacques Delors            | France               | Delors II        | PS             | 6 janvier 1989 - 31 décembre 1992   | PSE            | 3e (1989)       |                                       |                               |
| 8  | Jacques Delors            | France               | Delors III       | PS             | 1er janvier 1993 - 22 janvier 1995  | PSE            |                 |                                       |                               |
| 8  | Jacques Delors            | France               | Delors III       | PS             | 1er janvier 1993 - 22 janvier 1995  | PSE            | 4e (1994)       |                                       |                               |
| 9  | Jacques Santer            | Luxembourg           |                  | CSV            |                                     | PPE            | Santer          | 23 janvier 1995 - 15 mars 1999        |                               |
| 10 | Manuel Marín par intérim  | Espagne              |                  | PSOE           |                                     | PSE            | Marín           | 16 mars 1999 - 15 septembre 1999      |                               |
| 11 | Romano Prodi              | Italie               |                  | PPI, DL        |                                     | PPE, PDE       | Prodi           | 16 septembre 1999 - 21 novembre 2004  |                               |
| 11 | Romano Prodi              | Italie               | 5e (1999)        | PPI, DL        |                                     | PPE, PDE       | Prodi           | 16 septembre 1999 - 21 novembre 2004  |                               |
| 12 | José Manuel Durão Barroso | Portugal             |                  | PSD            |                                     | PPE            | Barroso I       | 22 novembre 2004 - 9 février 2010     |                               |
| 12 | José Manuel Durão Barroso | Portugal             | 6e (2004)        | PSD            |                                     | PPE            | Barroso I       | 22 novembre 2004 - 9 février 2010     |                               |
| 12 | José Manuel Durão Barroso | Portugal             | Barroso II       | PSD            | 10 février 2010 - 1er novembre 2014 | PPE            |                 |                                       |                               |
| 12 | José Manuel Durão Barroso | Portugal             | Barroso II       | PSD            | 10 février 2010 - 1er novembre 2014 | PPE            | 7e (2009)       |                                       |                               |
| 13 | Jean-Claude Juncker       | Luxembourg           |                  | CSV            |                                     | PPE            | Juncker         | 1er novembre 2014 - 1er décembre 2019 |                               |
| 13 | Jean-Claude Juncker       | Luxembourg           | 8e (2014)        | CSV            |                                     | PPE            | Juncker         | 1er novembre 2014 - 1er décembre 2019 |                               |
| 14 | Ursula von der Leyen      | Allemagne            |                  | CDU            |                                     | PPE            | von der Leyen I | 1er décembre 2019 - 1er décembre 2024 | 9e (2019)                     |
| 14 | Ursula von der Leyen      | Allemagne            | von der Leyen II | CDU            | 1er décembre 2024 - en cours        | PPE            | 10e (2024)      |                                       |                               |

| Rang | Pays        | Total |
| ---- | ----------- | ----- |
| 1    | Luxembourg  | 3     |
| 2    | Allemagne   | 2     |
| 2    | Italie      | 2     |
| 2    | France      | 2     |
| 5    | Espagne     | 1     |
| 5    | Belgique    | 1     |
| 5    | Royaume-Uni | 1     |
| 5    | Portugal    | 1     |
| 5    | Pays-Bas    | 1     |

| Rang | Parti                                                                   | Total |
| ---- | ----------------------------------------------------------------------- | ----- |
| 1    | Parti populaire européen (PPE)                                          | 6     |
| 2    | Parti socialiste européen (PSE)                                         | 4     |
| 3    | Parti de l'Alliance des libéraux et des démocrates pour l'Europe (ADLE) | 2     |
| 4    | Parti démocrate européen (PDE)                                          | 1     |
| 5    | Sans étiquette                                                          | 1     |